# Face (geometria)

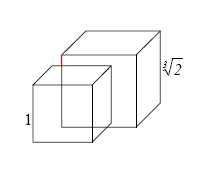
Cada quadrado de cada cubo é uma Face

Na geometria, face é como um lado da forma geométrica espacial. Cada face é composta de no mínimo três arestas para poder ter uma forma definida (um triângulo). Em uma forma de 3 dimensões, cada lado é uma face.

## Características

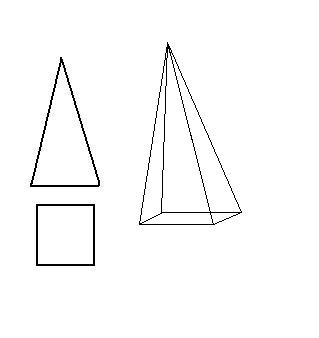
As faces existentes em uma Pirâmide quadrada

Alguns poliedros têm mais de um tipo de face; como por exemplo o paralelepípedo, que possui faces quadradas e faces retangulares e a Pirâmide quadrada (ao lado), que possui faces triangulares e uma face quadrada. Cada face ganha um nome pelo número de arestas, lados ou ângulos.
Para se determinar o número de faces de um poliedro, é mais fácil observar sua planificação, onde se encontram todas as faces que o compõem. Desse modo, os poliedros podem ser classificados de acordo com o seu número de faces.

## Ver Também
- Vértice
- Aresta
- Área